# Троссінґен
Троссінґен (нім. Trossingen) — місто в землі Баден-Вюртемберг, в окрузі Фрайбург, друге найбільше місто району Тутлінген. Троссінґен носить прізвисько «музичного міста» через розташування в місті виробника музичних інструментів Hohner, заснованого ще в 1857 році і Державного музичного університету Троссінґена.

## Географія

### Фізична географія
Місто розташоване на платі Баар. Через місто протікає річка Троссельбах, яка є притокою Хаґенбаха, що в свою чергу є притокою ріки Прим, яка я притокою Неккара, що впадає в Рейн. Недалеко від міста знаходяться дві гори — Люпфен та Гогенкарпфен та Чорний Ліс (нім. Schwarzwald).

### Клімат
В Троссінґені температура протягом року здебільшого варіюється від -3.3 °C до 22.2 °C, зрідка опускається нижче -9.4 °C чи піднімається вище 28.3 °C. Зима зазвичай холодна та сніжна, в той час літо помірне.
| Місяць   | Температура вдень | Температура вночі | Кількість дощових днів |
| -------- | ----------------- | ----------------- | ---------------------- |
| Січень   | 2 °C              | -3°C              | 13                     |
| Лютий    | 4 °C              | -3°C              | 10                     |
| Березень | 8 °C              | 0 °C              | 9                      |
| Квітень  | 12 °C             | 3 °C              | 9                      |
| Травень  | 16 °C             | 7 °C              | 15                     |
| Червень  | 20 °C             | 11 °C             | 13                     |
| Липень   | 22 °C             | 13 °C             | 12                     |
| Серпень  | 22 °C             | 13 °C             | 13                     |
| Вересень | 18 °C             | 9 °C              | 8                      |
| Жовтень  | 13 °C             | 5 °C              | 8                      |
| Листопад | 7 °C              | 1 °C              | 9                      |
| Грудень  | 3 °C              | -2°C              | 14                     |

### Адміністративний поділ міста
Місто поділене на два округи — Троссінґен і Шура. Округ Шура був приєднаний до Троссінґена у 1971 році, проте досі зберігає певну автономію та має місцеву владу.

## Історія

### Давні часи
Вперше регіон був заселений приблизно 2000 років тому кельтськими племенами. Територія була захоплена Римською імперією, недалеко проходив лімес. Проте з переходом алеманів через кордон приблизно у 260 році, римські війська покинули ці землі.

### Середньовіччя
Вперше поселення було згадане у документі абатства Святого Галла в 797 році.
У 1444 році Троссінґен потрапив під вплив Тутлінгена, а отже й під вплив герцогства Вюртемберг.

### Ранній Новий час
У 1534 році герцогство Вюртемберг, а отже й Троссінґен, прийняло лютеранство.
Під час Тридцятилітньої війни в 1633 році поселення було повністю спалене, проте вже у 1648 році в Троссінґені було 150 мешканців.
Під час війни за іспанську спадщину Троссінґен був сплюндрований баварськими, французькими та австрійськими військами.
В 1746 році було побудовано церкву Мартіна Лютера.

### Новітня історія
В 1827 році було вироблено першу троссінґенську губну гармоніку.
У 1857 році в Троссінґені було засновано компанію Hohner, що стала лідером ринку з виробництва губних гармонік та акордеонів.
Завдяки приватній залізниці поселення отримало доступ до мережі Вюртеберзьких залізниць у 1896 році.

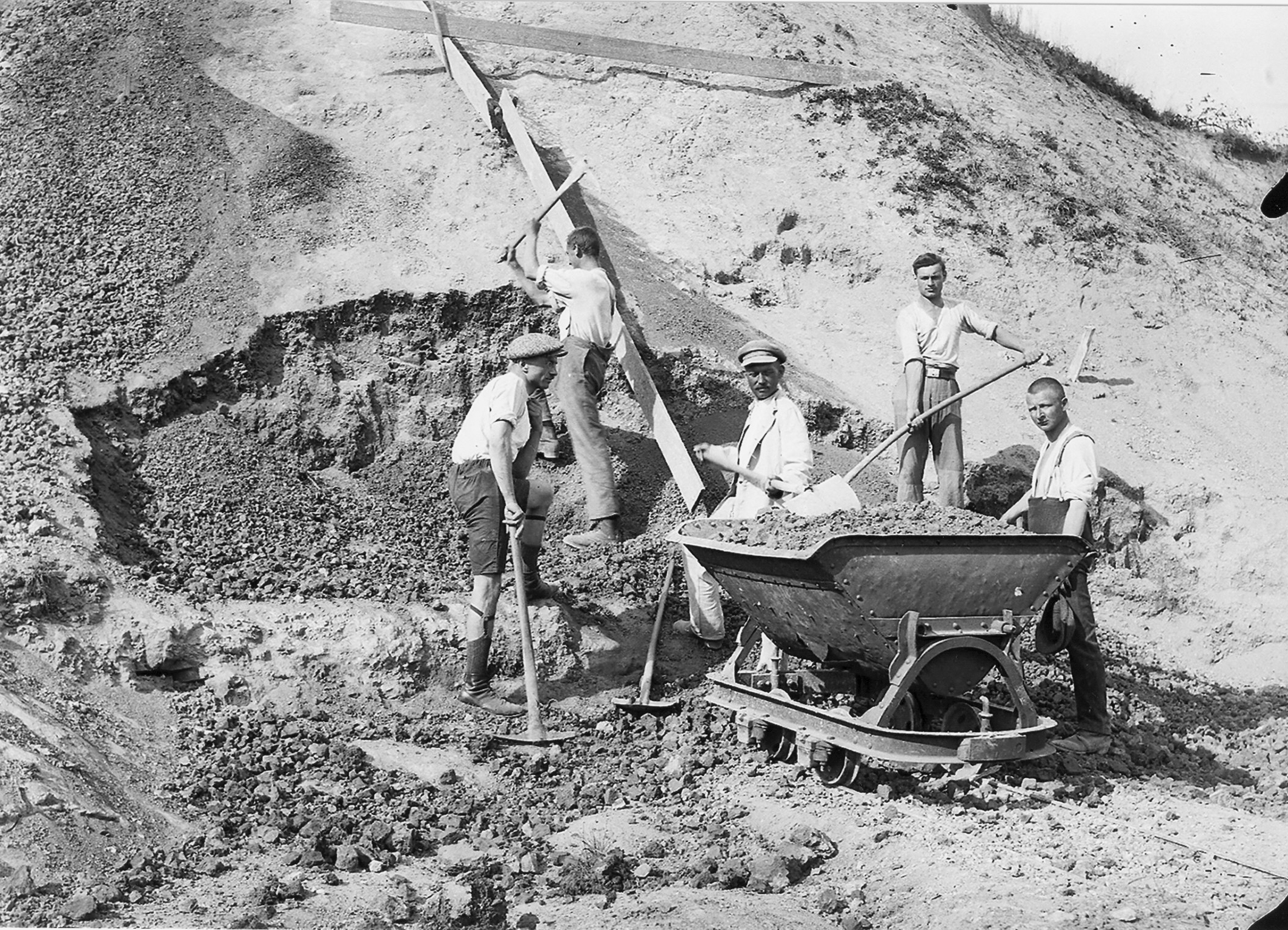
Палеонтологічні розкопки в Троссінґені в 1912 році

### XX століття
В 1911 році в Троссінґені було знайдено кістки платеозавра віком приблизно 200 мільйонів років.
У 1910-х роках Фріц Кін, що в майбутньому стане місцевим очільником НСДАП, заснував виробництво сигаретного паперу Efka-Werke, яке працювало до 2020 року.
З нагоди 100-річчя виробництва губних гармонік Троссінґен отримав статус міста в 1927 році.
У 1938 році Троссінґен був включений до району Тутлінгена.
Троссінґен сильно постраждав під час Другої світової війни. У лютому та квітні 1945 року місто зазнало авіаударів. Французькі війська увійшли в місто 21 квітня 1945 року.
У 1945 році Троссінґен став частиною французької окупаційної зони, а в 1947 році був віднесений до новоствореної землі Вюртемберг-Гогенцоллерн, яка стала частиною землі Баден-Вюртемберг у 1952 році.
1950-ті роки були для Троссінґена своєрідним економічним дивом. Місто було розбудоване й відновлене після Другої світової. Було побудовано багато будівель громадської інфраструктури.
В 1971 році село Шура приєдналося до Троссінґена.
В 1973 році Троссінґен, як частина району Тутлінген, змінило адміністративний округ з Південного Вюртемберга-Гогецоллерна на Фрайбург.
В 70-х місто пережило певні втрати інфраструктури.
У 80-х відбувся занепад індустрії гармонік, що спричинило структурні зміни в економіці.

## Населення

### Чисельність населення
Станом на 2022 рік, вікова піраміда міста виглядала так:
| Стать | Всього | До 15 років | 15-24 | 25-44 | 45-64 | 65-85 | Понад 85 |
| --- | ------ | ----------- | ----- | ----- | ----- | ----- | -------- |
| Чоловіки | 7496   | 1210        | 938   | 1930  | 2133  | 1190  | 95       |
| Жінки | 7858   | 1174        | 900   | 1935  | 2156  | 1454  | 239      |
| \| Статево-вікова піраміда \| Статево-вікова піраміда \| Статево-вікова піраміда \| \| ----------------------- \| ----------------------- \| ----------------------- \| \| Чоловіки \| Вік \| Жінки \| \| 95 \| 85 + \| 239 \| \| 173 \| 80-84 \| 273 \| \| 273 \| 75-79 \| 346 \| \| 410 \| 70-74 \| 470 \| \| 334 \| 65-69 \| 365 \| \| 401 \| 60-64 \| 423 \| \| 498 \| 55-59 \| 506 \| \| 584 \| 50-54 \| 592 \| \| 650 \| 45-49 \| 635 \| \| 573 \| 40-44 \| 582 \| \| 457 \| 35-39 \| 455 \| \| 436 \| 30-34 \| 450 \| \| 464 \| 25-29 \| 448 \| \| 470 \| 20-24 \| 456 \| \| 468 \| 15-20 \| 444 \| \| 466 \| 10-14 \| 443 \| \| 395 \| 5-9 \| 379 \| \| 349 \| 0-4 \| 352 \| |        |             |       |       |       |       |          |
| Статево-вікова піраміда |        |             |       |       |       |       |          |
| Чоловіки | Вік    | Жінки       |       |       |       |       |          |
| 95 | 85 +   | 239         |       |       |       |       |          |
| 173 | 80-84  | 273         |       |       |       |       |          |
| 273 | 75-79  | 346         |       |       |       |       |          |
| 410 | 70-74  | 470         |       |       |       |       |          |
| 334 | 65-69  | 365         |       |       |       |       |          |
| 401 | 60-64  | 423         |       |       |       |       |          |
| 498 | 55-59  | 506         |       |       |       |       |          |
| 584 | 50-54  | 592         |       |       |       |       |          |
| 650 | 45-49  | 635         |       |       |       |       |          |
| 573 | 40-44  | 582         |       |       |       |       |          |
| 457 | 35-39  | 455         |       |       |       |       |          |
| 436 | 30-34  | 450         |       |       |       |       |          |
| 464 | 25-29  | 448         |       |       |       |       |          |
| 470 | 20-24  | 456         |       |       |       |       |          |
| 468 | 15-20  | 444         |       |       |       |       |          |
| 466 | 10-14  | 443         |       |       |       |       |          |
| 395 | 5-9    | 379         |       |       |       |       |          |
| 349 | 0-4    | 352         |       |       |       |       |          |

### Віросповідання
До Реформації мешканці Троссінґен а були католиками, але герцогство Вюртемберг, до якого належало місто, прийняло лютеранство, а разом із ним і Троссінґен.
| Релігія                | Відсоток | Кількість сповідуючих |
| ---------------------- | -------- | --------------------- |
| Протестантизм          | 27,9 %   | 4764                  |
| Католицтво             | 20,7 %   | 3538                  |
| Не вказали/Нерелігійні | 51,4 %   | 8783                  |

## Економіка й транспорт

### Економіка
Найбільшою компанією Троссінґена є Hohner. Майже кожне п'яте робоче місце в місті пов'язане з музикою. Також до 2020 року В Троссінґені знаходилася індустрія виробництва сигаретного паперу.

### Транспорт
Перша залізниця була відкрита в Троссінґені 1898 року. Зараз залізниця входить до мережі Рінґцуґ (нім. Ringzug), що з'єднує райони Тутлінген, Ротвайль і Шварцвальд-Бар.
Троссінґен за допомогою земських та районних доріг має доступ до федеральних трас 14, 27 і 523.
Виїзд з автобану A81 розташований приблизно за чотири кілометри на захід від Троссінґена.

## Міста-побратими
- Клюз,  Франція
- Бівертон,  США
- Віндгук,  Намібія[16]